# Подјеље
Подјеље (словен. Podjelje) је насељено место у општини Бохињ, Горењска регија, Словенија.

## Историја
До територијалне реорганизације у Словенији било је у саставу старе општине Радовљица.

## Становништво
У попису становништва из 2011. године, Подјеље је имало 67 становника.
| Број становника према пописима | Број становника према пописима | Број становника према пописима |
| ------------------------------ | ------------------------------ | ------------------------------ |
| 1991                           | 2002                           | 2011                           |
| 86                             | 85                             | 67                             |